# Suspension (vélo)
Pour les articles homonymes, voir Suspension.
La suspension d'un vélo permet de compenser les irrégularités du terrain en créant une liaison souple entre le cadre et les roues. La suspension avant, installée dans la fourche, est présente sur la quasi-totalité des VTT, mais aussi de nombreux VTC. La suspension arrière, qui implique une articulation du cadre, est moins répandue, cantonnée aux VTT de descente et à une partie de ceux de cross-country.
La suspension du selle vise plus au confort.

## Suspension avant

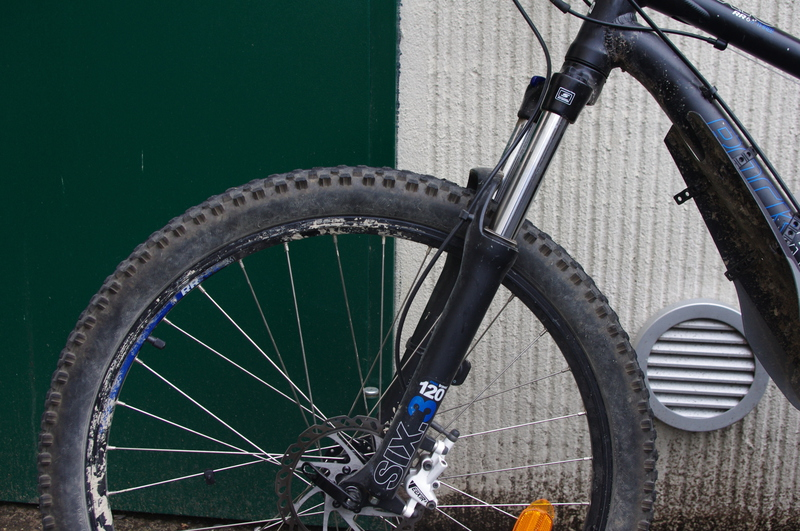
Fourche suspendue de marque Suntour sur un VTT d'entrée de gamme

Elle est constituée d'amortisseurs intégrés à la fourche, en général de façon symétrique. Elle est principalement caractérisée par son débattement, qui peut aller de 80 mm à 200 mm.

## Suspension arrière

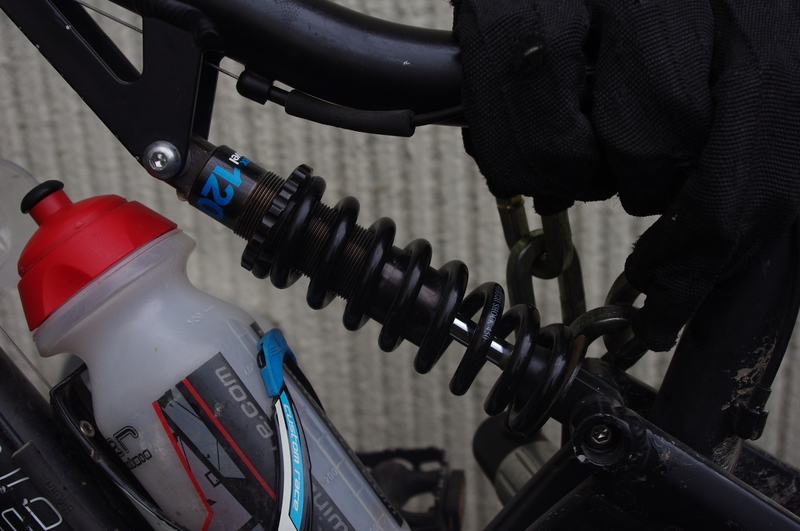
Suspension arrière sur un VTT d'entrée de gamme

Sur un vélo "tout-suspendu", le triangle arrière est articulé par rapport au reste du cadre, et un amortisseur, qui peut être mécanique ou à gaz, relie ces deux parties.

## Suspension de selle
Il y a deux possibilités afin d’améliorer le confort de l'assise en encaissant les faibles impacts et de filtrer une partie des vibrations sans pour autant générer un phénomène trop important de pompage.:
- une tige de selle suspendue dispose d'un amortissement simple à élastomère, à ressort ou à parallélogramme
- une selle suspendue dispose de ressorts